# Leptoconops
Leptoconops är ett släkte av tvåvingar. Leptoconops ingår i familjen svidknott.

## Dottertaxa tillLeptoconops, i alfabetisk ordning[1]
- Leptoconops acer
- Leptoconops albiventris
- Leptoconops algeriensis
- Leptoconops americanus
- Leptoconops amplifemoralis
- Leptoconops amplificatus
- Leptoconops andersoni
- Leptoconops antiquus
- Leptoconops arnaudi
- Leptoconops asilomar
- Leptoconops atchleyi
- Leptoconops auster
- Leptoconops australiensis
- Leptoconops aviarum
- Leptoconops bahreinensis
- Leptoconops bassoi
- Leptoconops belkini
- Leptoconops bequaerti
- Leptoconops bezzii
- Leptoconops bidentatus
- Leptoconops binangulus
- Leptoconops borealis
- Leptoconops boreus
- Leptoconops brasiliensis
- Leptoconops bullsbrookensis
- Leptoconops bundyensis
- Leptoconops californiensis
- Leptoconops camelorum
- Leptoconops capensis
- Leptoconops carteri
- Leptoconops casali
- Leptoconops catawbae
- Leptoconops caucasicus
- Leptoconops chilensis
- Leptoconops chinensis
- Leptoconops conulus
- Leptoconops demeilloni
- Leptoconops dissimilis
- Leptoconops dixi
- Leptoconops doyeni
- Leptoconops endialis
- Leptoconops exspectator
- Leptoconops flaviventris
- Leptoconops floridensis
- Leptoconops foleyi
- Leptoconops foulki
- Leptoconops freeborni
- Leptoconops fuscipennis
- Leptoconops gallicus
- Leptoconops golanensis
- Leptoconops grandis
- Leptoconops halophilus
- Leptoconops hamariensis
- Leptoconops harrisoni
- Leptoconops hutsoni
- Leptoconops hyalinipennis
- Leptoconops indicus
- Leptoconops interruptus
- Leptoconops irritans
- Leptoconops kerteszi
- Leptoconops knowltoni
- Leptoconops lacteipennis
- Leptoconops latibulorum
- Leptoconops laurae
- Leptoconops leptorhynchus
- Leptoconops linleyi
- Leptoconops lisbonnei
- Leptoconops longicornis
- Leptoconops lucidus
- Leptoconops macfiei
- Leptoconops mackerrasae
- Leptoconops melanderi
- Leptoconops mellori
- Leptoconops mesopotamiensis
- Leptoconops minutus
- Leptoconops mohavensis
- Leptoconops montanus
- Leptoconops montigena
- Leptoconops mooloolabaensis
- Leptoconops myersi
- Leptoconops nachitschevanicus
- Leptoconops nevilli
- Leptoconops nicolayi
- Leptoconops nigripes
- Leptoconops nipponensis
- Leptoconops nivalis
- Leptoconops noei
- Leptoconops obscurus
- Leptoconops panamensis
- Leptoconops parvichela
- Leptoconops patagoniensis
- Leptoconops pavlovskyi
- Leptoconops peneti
- Leptoconops petrocchiae
- Leptoconops pseudosetosifrons
- Leptoconops pugnax
- Leptoconops qinghaiensis
- Leptoconops reesi
- Leptoconops rhodesiensis
- Leptoconops ricardoi
- Leptoconops riverinaensis
- Leptoconops rufiventris
- Leptoconops setosifrons
- Leptoconops shangweni
- Leptoconops siamensis
- Leptoconops smeei
- Leptoconops spinosifrons
- Leptoconops stygius
- Leptoconops sublettei
- Leptoconops tarimensis
- Leptoconops tibetensis
- Leptoconops torrens
- Leptoconops transversalis
- Leptoconops tuotuohea
- Leptoconops turkmenicus
- Leptoconops umbellifer
- Leptoconops vargasi
- Leptoconops venezuelensis
- Leptoconops werneri
- Leptoconops vexans
- Leptoconops whitseli
- Leptoconops woodhilli
- Leptoconops xuthosceles
- Leptoconops yixini
- Leptoconops yunhsienensis